# Santa María Tonameca
Santa María Tonameca es un pueblo localizado al sur de México en el estado de Oaxaca, a 268km de la capital de Oaxaca. Es parte del distrito de Pochutla, que se ubica al este de la región La Costa. Se encuentra en una área rural, la cual es bien conocida por sus comunidades en la playa de Mazunte, San Agustinillo y La Ventanilla. El centro nacional de la tortuga, es un centro de investigación y acuario que está localizado en Mazunte, junto con centros de conservación para mariposas e iguanas. El pueblo es el lugar de mayor festividad del área, la celebración del rescate de la imagen de la Virgen María, de entre los escombros después del terremoto del 11 de mayo de 1870.

## Historia
El nombre de Tonameca es derivado de dos palabras Náhuatl "Tonahili" (Sol o día) y "Mecalt" (Lugar de origen) el cual puede ser traducido como "Lugar donde la gente del sol vive". Santa María se refiere a la Virgen de la Asunción, el patrón de la municipalidad.
Esta área se encontraba bajo la influencia cultural del imperio de Tututepec. Después de la conquista, el área fue gobernada por Pedro de Alvarado y posteriormente por Hernán Cortés, quien después cedió el área a Gonzalo de Salazar. Como en otras partes de México, la mayoría de las tierras eran controladas por el sistema encomendero, en donde los nativos no solo tenían que trabajar para cubrir sus necesidades, sino que tenían que seguir las órdenes de los Señores españoles. Uno de los encomenderos en la zona fue propiedad de D. Tristano de Arellando, llamado Tututepec, quien eventualmente tomó control de lo que seguía siendo tierra de los nativos para crear una hacienda. Eventualmente, la codicia y malos tratos de Tristano hacia los nativos obtuvo la atención de las autoridades del Virrey, por lo cual fue expulsado de su cargo. La tierra, hoy conocida como Tonameca estuvo bajo el control de Petrona Quiahua, quien fue descendiente de los jefes nativos. Ella sufría una enfermedad en la piel llamada "Piel Pinta" la cual afecta actualmente a una porción de la población de la región. Ella se encargó de mantener el área fuera de las manos de Tristano a partir de entonces.
En 1870, la principal iglesia católica del pueblo fue destruida. Sin embargo, una imagen de la virgen tallada en un cedro fue encontrada intacta entre los escombros. Cada año se celebra este "milagro". En 1997, El municipio fue gravemente afectado por el Huracán Paulina y nuevamente por el Huracán Rick. El segundo provocó lluvias severas lo cual inundó el río causando daños a las cosechas y a la estructura.
La guerra contra las drogas del 2000 ha visto batallas en la zona. Por ejemplo, la policía federal intentó detener dos vehículos en la autopista 200 del municipio con características similares a reporte de personas dedicadas al narcotráfico. Comenzó una persecución abriendo fuego contra los policías uniformados. Al ser superados por los narcotraficantes, la policía pidió refuerzos a la policía de puerto escondido pero desgraciadamente los dos vehículos escaparon.
En 2009, el presidente municipal, Mardonio López García, inauguró nuevos salones para la escuela primaria y letrinas ecológicas para la comunidad de Zolutla , la cual pertenece al municipio. Las letrinas fueron construida para generar conciencia ambiental y proveer un servicio necesario para la comunidad a pesar de sus escasos recursos. Así mismo se anunciaron planes sobre la construcción de escuelas en la comunidad de Mecahiute y El Macuil.

## El pueblo

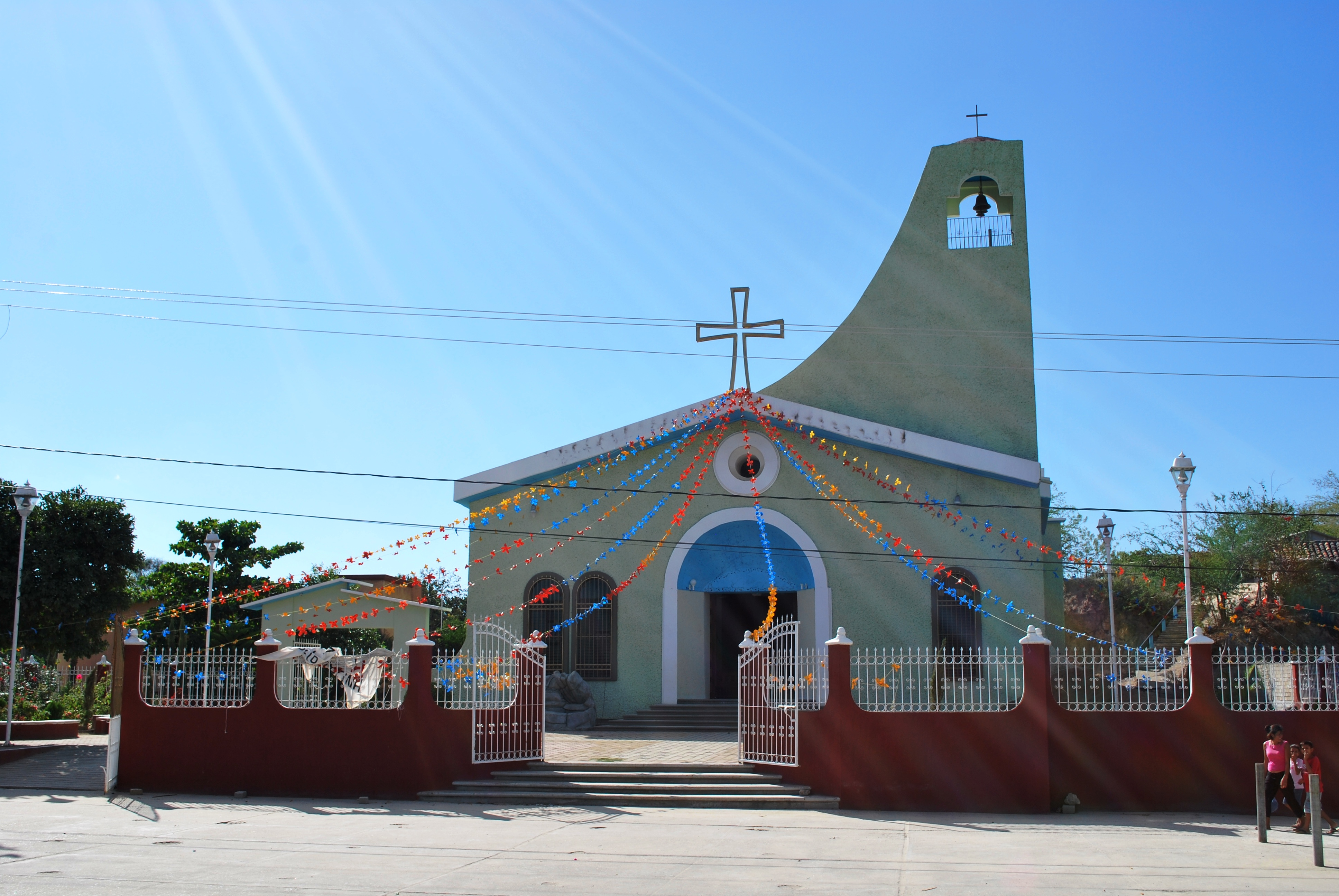
Iglesia de Santa María Tonameca

El pueblo por sí mismo se le considera un pueblo pequeño de solamente 1,631 personas (En 2005), con solo el 8% de la población del municipio. Tampoco es el pueblo más grande del municipio, este pueblo es San Francisco Cozoaltepec, teniendo 1,945 personas.  Sin embargo el pueblo recibe el mayor festival de la región celebrada el 11 de mayo. La patrona del pueblo y de la municipalidad es la Virgen María, a la cual se le celebra dos veces al año. El primero, es el día tradicional de la asunción y el otro corresponde al día que la iglesia fue destruida por el terremoto. Debajo de los escombros se encontró intacto el cedro tallado con la imagen de la Virgen lo cual se consideró un milagro.
Como en el resto de México, este festival es una mezcla Prehispánica-Católica y sirve como una forma de preservar la cohesión social y cultural del pueblo. Las danzas se encuentran en todos los rituales. El festival de la virgen, se celebra en mayo y dura 8 días. Primero se hace la invitación a las personas de las comunidades más cercanas para que participen en la festividad. Después, se hace la elección de la reina del festival, así como la "reina del maíz"  quien representa a la Diosa Centoatl, Una práctica derivada de épocas prehispánicas. Esta celebración se da por medio de una procesión a través del pueblo con invitados, mascotas, niños con mascarás y vestidos similares a los de un carnaval. Esta procesión termina en la iglesia principal. En la mañana del 11 de mayo, otra misa es llamada a "misa de Aurora" la cual comienza a las 5 a. m.. Ésta hora es considerada como la hora de Dios, y se acostumbra a tomar chocolate caliente acompañado de pan de huevo. Más tarde, en la mañana, representantes de varias comunidades cargan letreros con los nombres de sus comunidades y de sus santos patronos. Después de esto hay varias atracciones como la pelea de gallos, rodeo, danza folclórica y fuegos pirotécnicos. El día termina con una "danza de la gratitud". Por la tarde, los organizadores ofrecen tragos y dulces a los asistentes. El festival termina con música.

## Demografía
Tonameca es la única área en la que se ha mezclado la raza India/africana llamada "abajeña". Este grupo fue desarrollado por esclavos africanos introducidos en la zona. Estas personas, por lo general cuentan con piel obscura, con caras puntiagudas y cabello rizado. Existe otro grupo llamado "Pintos" o  "Ñutis" los cuales tienen manchas amarillas, negros, rojos , blancos e inclusive azules sobre su piel, debido a mutaciones genéticas. Esta gente suele ser discriminada debido a su condición por considerarse que no son buenos para la convivencia dentro del pueblo.
El principal grupo étnico de la región son los Zapotecas, con sus costumbres tradicionales, sobreviviendo en comunidades rurales como en el Cerro Gordo, Tigrero, Charco de Agua entre otros. El municipio comparte su cultura con las comunidades vecinas del municipio de San Pedro Pochutla. La cultura en el municipio está dividida por la carretera 200, las comunidades del sur, están expuestas al turismo y las del norte son áreas rurales desoladas. Las culturas han sido mejor preservadas del lado norte de la autopista.